# Stade du Hainaut
Stade du Hainaut – stadion piłkarski, położony w mieście Valenciennes, we Francji. Jego pojemność wynosi 25 172 widzów. Swoje spotkania rozgrywa na nim drużyna Valenciennes FC. Projekt obiektu powstał w 2006 roku, a jego budowa trwała od maja 2008 roku do lipca roku 2011. Inauguracja nastąpiła 26 lipca 2011 roku meczem sparingowym pomiędzy miejscowym Valenciennes FC a Borussią Dortmund. Stadion zastąpił dawny obiekt klubu, Stade Nungesser.